# Euroliga da FIBA de 1998–99
A Euroliga da FIBA de 1998-99 foi a 42ª edição da competição de clubes profissionais de nível mais alto na Europa (agora chamada simplesmente de Euroliga). O torneio começou em 23 de setembro de 1998 e terminou em 22 de abril de 1999.  
O Final Four da competição aconteceu no Olympiahalle, em Munique e terminou com o Žalgiris derrotando o Kinder Bologna na final. 

## Sistema de competição
- 24 equipes (os campeões nacionais das melhores ligas nacionais e um número variável de outros clubes das principais ligas nacionais). A competição culminou em um Final Four.

## Equipes
| Kinder Bolonha     | Panathinaikos | CSKA Moscou     | Cibona           |
| Teamsystem Bologna | PAOK          | Avtodor Saratov | Zadar            |
| Varese Roosters    | Olympiacos    | CSK VVS Samara  | União Olimpija   |
| TDK Manresa        | Ülker         | Pau-Orthez      | Crvena zvezda    |
| Tau Cerámica       | Efes Pilsen   | ASVEL           | Maccabi Tel Aviv |
| Real Madrid Teka   | Fenerbahçe    | Alba Berlim     | Žalgiris         |

## Primeira rodada
|   | Equipe          | J  | V | D | PF  | PS  | Dif |
| - | --------------- | -- | - | - | --- | --- | --- |
| 1 | Žalgiris        | 10 | 8 | 2 | 801 | 753 | +48 |
| 2 | Fenerbahçe      | 10 | 6 | 4 | 777 | 756 | +21 |
| 3 | Pau-Orthez      | 10 | 5 | 5 | 751 | 731 | +20 |
| 4 | Tau cerámica    | 10 | 5 | 5 | 778 | 777 | +1  |
| 5 | Varese Roosters | 10 | 4 | 6 | 802 | 811 | -9  |
| 6 | Avtodor Saratov | 10 | 2 | 8 | 732 | 813 | -81 |

|   | Equipe           | J  | V  | D | PF  | PS  | Dif  |
| - | ---------------- | -- | -- | - | --- | --- | ---- |
| 1 | Panathinaikos    | 10 | 10 | 0 | 750 | 628 | +122 |
| 2 | Efes Pilsen      | 10 | 7  | 3 | 710 | 702 | +8   |
| 3 | Maccabi Tel Aviv | 10 | 4  | 6 | 690 | 688 | +2   |
| 4 | Cibona           | 10 | 4  | 6 | 678 | 712 | -34  |
| 5 | TDK Manresa      | 10 | 3  | 7 | 646 | 713 | -67  |
| 6 | Crvena Zvezda    | 10 | 2  | 8 | 695 | 726 | -31  |

|   | Equipe         | J  | V | D | PF  | PS  | Dif |
| - | -------------- | -- | - | - | --- | --- | --- |
| 1 | Olympiacos     | 10 | 8 | 2 | 746 | 677 | +69 |
| 2 | Kinder Bolonha | 10 | 7 | 3 | 676 | 587 | +89 |
| 3 | CSKA Moscow    | 10 | 5 | 5 | 752 | 739 | +13 |
| 4 | Ülker          | 10 | 4 | 6 | 675 | 726 | -51 |
| 5 | Zadar          | 10 | 3 | 7 | 660 | 717 | -57 |
| 6 | Alba Berlin    | 10 | 3 | 7 | 725 | 788 | -62 |

|   | Equipe              | J  | V | D | PF  | PS  | Dif  |
| - | ------------------- | -- | - | - | --- | --- | ---- |
| 1 | União Olimpija      | 10 | 7 | 3 | 702 | 649 | +53  |
| 2 | ASVEL               | 10 | 7 | 3 | 729 | 700 | +29  |
| 3 | Teka do Real Madrid | 10 | 6 | 4 | 795 | 742 | +53  |
| 4 | Teamsystem Bologna  | 10 | 5 | 5 | 676 | 639 | +37  |
| 5 | PAOK                | 10 | 4 | 6 | 722 | 738 | -16  |
| 6 | CSK VVS Samara      | 10 | 1 | 9 | 685 | 841 | -156 |

## Segunda rodada
(As pontuações e classificações individuais da primeira rodada são acumuladas na segunda rodada)
Se um ou mais clubes estiverem empatados, o desempate será na seguinte ordem: 
1. Confronto entre os clubes empatados
2. Diferença de pontos nos jogos entre os clubes empatados
3. Diferença de pontos em todas as partidas do grupo (primeiro desempate se os clubes não estiverem no mesmo grupo)
4. Pontos marcados em todos os jogos do grupo
5. Soma dos quocientes de pontos marcados e pontos permitidos em cada partida do grupo

| Os quatro primeiros lugares de cada grupo avançam para o Playoff |

|   | Equipe        | J  | V  | D  | PF   | PS   | Dif  |
| - | ------------- | -- | -- | -- | ---- | ---- | ---- |
| 1 | Žalgiris      | 16 | 12 | 4  | 1259 | 1184 | +105 |
| 2 | Fenerbahçe    | 16 | 9  | 7  | 1209 | 1188 | +21  |
| 3 | Cibona        | 16 | 8  | 8  | 1114 | 1137 | -23  |
| 4 | Pau-Orthez    | 16 | 8  | 8  | 1173 | 1132 | +41  |
| 5 | TDK Manresa   | 16 | 5  | 11 | 1047 | 1141 | -94  |
| 6 | Crvena Zvezda | 16 | 4  | 12 | 1122 | 1185 | -63  |

|   | Equipe           | J  | V  | D  | PF   | PS   | Dif  |
| - | ---------------- | -- | -- | -- | ---- | ---- | ---- |
| 1 | Panathinaikos    | 16 | 15 | 1  | 1211 | 1048 | +163 |
| 2 | Efes Pilsen      | 16 | 11 | 5  | 1166 | 1148 | +18  |
| 3 | Maccabi Tel Aviv | 16 | 7  | 9  | 1225 | 1161 | +64  |
| 4 | Varese Roosters  | 16 | 7  | 9  | 1253 | 1277 | -24  |
| 5 | Tau cerámica     | 16 | 7  | 9  | 1208 | 1252 | -44  |
| 6 | Avtodor Saratov  | 16 | 3  | 13 | 1190 | 1324 | -134 |

|   | Equipe             | J  | V  | D  | PF   | PS   | Dif  |
| - | ------------------ | -- | -- | -- | ---- | ---- | ---- |
| 1 | Olympiacos         | 16 | 11 | 5  | 1160 | 1086 | +74  |
| 2 | Kinder Bolonha     | 16 | 10 | 6  | 1099 | 974  | +125 |
| 3 | CSKA Moscow        | 16 | 10 | 6  | 1206 | 1155 | +51  |
| 4 | Teamsystem Bologna | 16 | 9  | 7  | 1100 | 1039 | +61  |
| 5 | PAOK               | 16 | 7  | 9  | 1128 | 1144 | -16  |
| 6 | CSK VVS Samara     | 16 | 1  | 15 | 1067 | 1326 | -259 |

|   | Equipe              | J  | V  | D  | PF   | Ps   | Dif  |
| - | ------------------- | -- | -- | -- | ---- | ---- | ---- |
| 1 | União Olimpija      | 16 | 13 | 3  | 1142 | 1014 | +128 |
| 2 | ASVEL               | 16 | 9  | 7  | 1143 | 1138 | +5   |
| 3 | Teka do Real Madrid | 16 | 9  | 7  | 1247 | 1197 | +50  |
| 4 | Ülker               | 16 | 7  | 9  | 1110 | 1168 | -58  |
| 5 | Alba Berlin         | 16 | 6  | 10 | 1144 | 1220 | -76  |
| 6 | Zadar               | 16 | 4  | 12 | 1064 | 1149 | -85  |

## Top 16
| Equipe 1       | Agg. | Equipe 2           | Ida   | Volta  | 3° jogo |
| -------------- | ---- | ------------------ | ----- | ------ | ------- |
| Efes Pilsen    | 2–0  | CSKA Moscow        | 73–58 | 105–98 |         |
| Žalgiris       | 2–0  | Ülker              | 76–62 | 93–82  |         |
| ASVEL          | 2–1  | Cibona             | 95–63 | 68–79  | 74-70   |
| Olympiacos     | 2–0  | Varese Roosters    | 78–66 | 83–77  |         |
| Fenerbahçe     | 0-2  | Real Madrid        | 81–89 | 74–85  |         |
| Panathinaikos  | 0-2  | Teamsystem Bologna | 58–63 | 64–88  |         |
| Kinder Bolonha | 2–0  | Maccabi Tel Aviv   | 78–57 | 70–55  |         |
| União Olimpija | 1–2  | Pau-Orthez         | 72–63 | 57–74  | 57–64   |

## Quartas de final
| Equipe 1           | Agg. | Equipe 2       | Ida   | Volta | 3° jogo |
| ------------------ | ---- | -------------- | ----- | ----- | ------- |
| Žalgiris           | 2–0  | Efes Pilsen    | 69–68 | 84–70 |         |
| Olympiacos         | 2–0  | ASVEL          | 70–57 | 81–77 |         |
| Teamsystem Bologna | 2–0  | Real Madrid    | 90–63 | 76–65 |         |
| Pau-Orthez         | 1–2  | Kinder Bolonha | 67–59 | 75–93 | 54–70   |

## Final Four

### Semifinais
20 de abril, Olympiahalle, Munique
| Equipe 1           | Placar | Equipe 2       |
| ------------------ | ------ | -------------- |
| Žalgiris           | 87–71  | Olympiacos     |
| Teamsystem Bologna | 57–62  | Kinder Bolonha |

### 3º colocado
22 de abril, Olympiahalle, Munique
| Equipe 1   | Placar | Equipe 2           |
| ---------- | ------ | ------------------ |
| Olympiacos | 74–63  | Teamsystem Bologna |

### Final
22 de abril, Olympiahalle, Munique
| Equipe 1 | Plcar | Equipe 2       |
| -------- | ----- | -------------- |
| Žalgiris | 82–74 | Kinder Bolonha |

### Classificação final
|  | Equipe         |
|  | -------------- |
|  | Žalgiris       |
|  | Kinder Bolonha |
|  | Olympiacos     |

## Prêmios

### Cestinha da FIBA EuroLeague
- İbrahim Kutluay ( Fenerbahçe)

### MVP do Final Four
- Tyus Edney ( Žalgiris Kaunas)

### Cestinha das Finais
- Antoine Rigaudeau ( Virtus Bologna )

### FIBA EuroLeague All-Final Four Team
| FIBA EuroLeague All-Final Four Team |                 |       |
| Jogador                             | Equipe          | Ref.  |
| Tyus Edney (MVP)                    | Žalgiris Kaunas | [ 2 ] |
| Anthony Bowie                       | Žalgiris Kaunas |       |
| Saulius Štombergas                  | Žalgiris Kaunas |       |
| / Rašho Nesterović                  | Virtus Bologna  |       |
| Eurelijus Žukauskas                 | Žalgiris Kaunas |       |

| Campeão da Euroliga da FIBA de 1998–1999 |
| ---------------------------------------- |
| Žalgiris 1º Título                       |